# CHRM1
CHRM1 (англ. Cholinergic receptor muscarinic 1) – білок, який кодується однойменним геном, розташованим у людей на короткому плечі 11-ї хромосоми. Довжина поліпептидного ланцюга білка становить 460 амінокислот, а молекулярна маса — 51 421.
| 10         |  | 20         |  | 30         |  | 40         |  | 50         |
| ---------- |  | ---------- |  | ---------- |  | ---------- |  | ---------- |
| MNTSAPPAVS |  | PNITVLAPGK |  | GPWQVAFIGI |  | TTGLLSLATV |  | TGNLLVLISF |
| KVNTELKTVN |  | NYFLLSLACA |  | DLIIGTFSMN |  | LYTTYLLMGH |  | WALGTLACDL |
| WLALDYVASN |  | ASVMNLLLIS |  | FDRYFSVTRP |  | LSYRAKRTPR |  | RAALMIGLAW |
| LVSFVLWAPA |  | ILFWQYLVGE |  | RTVLAGQCYI |  | QFLSQPIITF |  | GTAMAAFYLP |
| VTVMCTLYWR |  | IYRETENRAR |  | ELAALQGSET |  | PGKGGGSSSS |  | SERSQPGAEG |
| SPETPPGRCC |  | RCCRAPRLLQ |  | AYSWKEEEEE |  | DEGSMESLTS |  | SEGEEPGSEV |
| VIKMPMVDPE |  | AQAPTKQPPR |  | SSPNTVKRPT |  | KKGRDRAGKG |  | QKPRGKEQLA |
| KRKTFSLVKE |  | KKAARTLSAI |  | LLAFILTWTP |  | YNIMVLVSTF |  | CKDCVPETLW |
| ELGYWLCYVN |  | STINPMCYAL |  | CNKAFRDTFR |  | LLLLCRWDKR |  | RWRKIPKRPG |
| SVHRTPSRQC |  |            |  |            |  |            |  |            |

A: Аланін

C: Цистеїн

D: Аспарагінова кислота

E: Глутамінова кислота

F: Фенілаланін

G: Гліцин

H: Гістидин

I: Ізолейцин

K: Лізин

L: Лейцин

M: Метіонін

N: Аспарагін

P: Пролін

Q: Глутамін

R: Аргінін

S: Серин

T: Треонін

V: Валін

W: Триптофан

Кодований геном білок за функціями належить до рецепторів, g-білокспряжених рецепторів, білків внутрішньоклітинного сигналінгу, фосфопротеїнів. 
Задіяний у такому біологічному процесі, як альтернативний сплайсинг. 
Локалізований у клітинній мембрані, мембрані, клітинних контактах, синапсах.